# Paul Henderson (hockeista su ghiaccio)
Paul Garnet Henderson (Kincardine, 28 gennaio 1943) è un ex hockeista su ghiaccio canadese.

## Carriera
Ha disputato 13 stagioni nella National Hockey League (NHL) con le maglie di Detroit Red Wings (1962-1968), Toronto Maple Leafs (1968-1974) e Atlanta Flames (1979/80); ha inoltre giocato per cinque stagioni nella World Hockey Association (WHA) vestendo le casacche di Toronto Toros (1974-1976) e Birmingham Bulls (1976-1980).